# Leszno (gemeente)
De gemeente Leszno is een landgemeente in het Poolse woiwodschap Mazovië, in powiat Warszawski zachodni.
De zetel van de gemeente is in Leszno.
Op 30 juni 2004 telde de gemeente 8567 inwoners.

## Oppervlakte gegevens
In 2002 bedroeg de totale oppervlakte van gemeente Leszno 125,03 km², waarvan:
- agrarisch gebied: 51%
- bossen: 40%

De gemeente beslaat 23,46% van de totale oppervlakte van de powiat.

## Demografie
Stand op 30 juni 2004:
| Omschrijving                   | Totaal | Totaal | Vrouwen | Vrouwen | Mannen | Mannen |
| ------------------------------ | ------ | ------ | ------- | ------- | ------ | ------ |
| eenheid                        | aantal | %      | aantal  | %       | aantal | %      |
| inwoners                       | 8567   | 100    | 4418    | 51,6    | 4149   | 48,4   |
| bevolkingsdichtheid (inw./km²) | 68,5   | 68,5   | 35,3    | 35,3    | 33,2   | 33,2   |

In 2002 bedroeg het gemiddelde inkomen per inwoner 1320,7 zł.

## Administratieve plaatsen (sołectwo)
Czarnów, Feliksów, Gawartowa Wola, Grądy, Kępiaste, Korfowe, Łubiec, Marianów, Plewniak, Powązki, Roztoka, Szadkówek, Trzciniec-Stelmachowo, Walentów, Wąsy-Kolonia, Wąsy-Wieś, Wiktorów, Wilkowa Wieś, Wólka, Wyględy, Zaborów, Zaborówek.

## Overige plaatsen
Czarnów-Towarzystwo, Grabina, Grądki, Julinek, Ławy, Podrochale, Szadkówek, Szymanówek, Wilków.

## Aangrenzende gemeenten
Błonie, Czosnów, Izabelin, Kampinos, Leoncin, Ożarów Mazowiecki, Stare Babice, Teresin